# Лозовеньківське водосховище
 Лозовеньківське водосхо́вище  — невелике руслове водосховище на річці Лозовенька (ліва притока р. Лопань). Розташоване в Харківському районі Харківської області.
Водосховище побудовано у 1932 році за проєктом інституту «Укрдіпровод» для технічного водопостачання м. Харкова, рекреації та зрошення.

## Основні параметри водосховища
- нормальний підпірний рівень — 125,7 м;
- форсований підпірний рівень — 127,7 м;
- рівень мертвого об'єму — 117,5 м;
- повний об'єм — 4,0 млн м³;
- корисний об'єм — 3,7 млн м³;
- площа дзеркала — 100 га;
- довжина — 3,0 км;
- середня ширина — 0,33 км;
- максимальні ширина — 0,45 км;
- середня глибина — 4,0 м;
- максимальна глибина — 9,5 м.

## Основні гідрологічні характеристики
- Площа водозбірного басейну — 70 км².
- Річний об'єм стоку 50 % забезпеченості — 4,37 млн м³.
- Паводковий стік 50 % забезпеченості — 3,15 млн м³.
- Максимальні витрати води 1 % забезпеченості — 52,8 м³/с.
- Вид регулювання — сезонне.

## Склад гідротехнічних споруд
- Глуха земляна гребля довжиною — 295 м, висотою — 13,0 м, шириною — 14 м. Закладення верхового укосу — 1:3,5, низового укосу — 1:2,5.
- Береговий багатоступеневий водоскид із 8 сходинками при загальній висоті 9,2 м, із монолітного залізобетону, водобійні пороги із бутобетону.
- Донний водоспуск із двох ниток чавунних раструбних труб діаметром 350 мм.

Сучасні гідротехнічні споруди були побудовані у 50-х роках XX століття. У 2014 році було заплановано провести значний ремонт греблі, оскільки бетон, яким облицьована земляна дамба, через непридатність потребував відновлення.. Також проводяться регулярні роботи з поточного ремонту греблі та споруд гідровузла.

## Використання водосховища
Основне призначення Лозовеньківського водосховища — технічне водопостачання міста Харків.
Також вода водосховища використовується для зрошення Лозовеньківського розплідника декоративних рослин.
Гідротехнічна споруда знаходиться на балансі КП «Комплекс водозливової каналізації» Харківської міської ради.
У водосховищі також розводиться риба, частковий вилов якої проводиться у бракон'єрський спосіб. Водосховище перебуває в оренді до 2026 року.